# Sean Finn
Sean Steven Finn (Hays, 4 giugno 1982) è un ex cestista statunitense, professionista nella NBDL, in Europa e in Sudamerica.